# Пенітенціарна система
Пенітенціа́рна систе́ма (кримінально-виконавча система; від лат. poenitentia — каяття) — державний інститут, що відає виконанням кримінальних покарань, накладених відповідно до закону.
Забезпечує виконання покарання у вигляді: позбавлення волі, обмеження волі,  утримання підслідних з моменту взяття під варту до суду та покарань, не пов'язаних з позбавленням волі (виправні роботи, громадські роботи, позбавлення права обіймати посади або займатися діяльністю на певний строк), а також нагляд за особами, яких на підставі ст. 75 КК України звільнено від відбування покарання з випробуванням іспитовим строком на певний термін.
У її підпорядкованості перебувають слідчі ізолятори, виховні колонії, колонії різного рівня безпеки, виправні центри та кримінально-виконавчі інспекції.

## Історія
Перша пенітенціарна система виникла у 18 ст.  і отримала назву «пенсильванської» (від штату Пенсільванія). В її основу покладено ідеї та погляди членів тюрем, товариства секти квакерів, які вважали найкращим способом виправлення злочинця його ув'язнення наодинці з собою, Богом і Біблією. Першу тюрму такого типу (пенітенціарій) було відкрито 1786 у м. Філадельфії. Потім з'явилися інші тюрми, що функціонували на засадах пенсильванської (філадельфійської) П. с: Вальтськимська (1786), Піттсбурзька (1817), Черрі-Гільська (1827). У цих тюрмах суворо дотримувалася система ізоляції в'язнів від впливу та спілкування їх із зовнішнім середовищем.
Пенсильванська П. с. набула поширення і в Європі, зокрема в таких країнах, як Бельгія, Нідерланди, Німеччина. Частково застосовувалася в Англії, Франції і Рос. імперії (тюрма «Хрести» в Санкт-Петербурзі). На поч. 19 ст. Нью-Йоркське тюремне т-во, враховуючи численні недоліки пенсильванської П. с. запропонувало іншу систему. Її було запроваджено в муніцип. тюрмі м. Оберн і названо «обернською пенітенціарною системою». Засновники цієї системи вважали, що злочин є наслідком лінощів, неробства, небажання працювати. Виправлення злочинців вони вбачали в режимі їх утримання і примус, залученні до праці. Засудженим під загрозою тілес, покарання суворо заборонялися будь-які розмови, за що цю систему назвали «системою мовчання». У середині 19 ст. обернська П. с. витіснила у США пенсильванську. В Європі ж обернська система використовувалася протягом певного часу поряд з пенсильванською. У Швейцарії, зокрема, рецидивісти утримувалися за пенсильванською П. с, а всі ін. злочинці — за обернською. Обернська П. с. втратила своє самост. значення на поч. 20 ст. і була витіснена прогресивною системою. 

### Прогресивна система
Прогресивна система вперше була запроваджена в серед. 19 ст. в Англії. Вона передбачала одинарне ув'язнення, загальні каторжні роботи та умовну відпустку за особливими квитками. Ця система прагнула зацікавити самих в'язнів у їх виправленні, яке досягалося: скороченням строку покарання за старанну роботу; відрахуванням на користь засуджених частини зарплати; наданням в'язням права побачення з родинами та права листування. В Ірландії чинна П. с. була дещо вдосконалена і названа «ірландською». На відміну від англійської, вона передбачала скорочення строку покарання не тільки за старанну роботу, а й за сумлінну поведінку. В наш час діють системи відбування покарання, які певною мірою акумулювали здобутки міжнар. спільноти у даній сфері, відмовившись при цьому від крайнощів, притаманних колишнім П. с, і надавши їм більш гуманних та дем. форм, що відповідають принципам дем. сусп-ва. Так, у зарубіж. країнах існує кілька типів систем відбування покарання (англійська, ірландська, французька тощо). Ці П. с. передбачають одинарне ув'язнення, роз'єднання засуджених на нічний час, перех. період, коли допускається праця в'язнів за найняттям поза тюрмою, умовне або умовно-дострокове звільнення від відбування покарання. Різновидом сучас. П. с. є чинна в ряді країн система реформаторіїв (тюрем) для засуджених віком від 16 до 30 років. Адміністрації реформаторіїв надається право утримувати засуджених до виправлення, але не більше строку, передбаченого законом за відповід. злочин. Наявна нині в Україні система виконання крим. покарань у вигляді позбавлення волі ґрунтується на прогресивній П. с. Вона перебуває у процесі гуманізації і демократизації відповідно до загальносвітових тенденцій.